# كلاتة رحمان
كلاتة رحمان (بالفارسية: کلاته رحمان) هي قرية تقع في قسم قلندرآباد الريفي في إيران. يقدر عدد سكانها بـ 103 نسمة .